# Папа Иноћентије XI
Папа Иноћентије XI (16. мај 1611 — 12. август 1689), рођен је као Бенедето Одескалки, био је папа од 21. септембра 1676. до своје смрти, 12. августа 1689. године. Познат је као "Спаситељ Мађарске". Током свог понтификата спушта порезе у Папаској држави. Иноћентије XI је био веома скроман човек. Сматра се једним од највећих папа у XVII веку, био је познат по својој побожности и такође је важио за веома образованог човека.

## Детињство и младост
Бенедето Одескалки је рођен 16. маја 1611. године.
Године 1626. умире му отац и он остаје са мајком, сестром Лукрецијом и братом. Године 1630. је једва преживео епидемију куге од које тада умире његова мајка. Бенедетов брат је 1619. године основао банку са своја три ујака у Ђенови, после завршене основне школе 15-годишњи Бенедето је прешао у Ђенову да ради у породичном послу као шегрт.
Више пута се селио у Рим како би изучавао Грађанско право.

## Избор
Дана 21. септембра 1676. године на конклави је Бенедето избран за новог папу и наследника папе Климента X. Узео је име Иноћентије XI у част папе Иноћентија X који га је прогласио за кардинала 1645. године.

## Реформе администрације папства
Одмах по проглашењу за новог поглавара Римокатоличке цркве папа Иноћентије XI је спровео строге законе против непотизма међу кардиналима. Он је затворио сва позоришта у Риму, сматрао је да су центри порока и неморала, и на местима позоришта отворио је опере.

## Смрт
Иноћентије XI је умро после дужег периода лошег здравља 12. августа 1689. године због камена у бубрегу. Сахрањен је у базилици светог Петра. Папа Пије XII га је прогласио преподобним 15. новембра 1955. године. Када је његов гроб отворен после 267 година откривено је да је тело очувано тј. да се није распало то исто се десило са телом папе Пија X и Јована XXIII.